# Троицкая церковь (Ольявидово)
Церковь Троицы Живоначальной (Троицкая церковь) — православный храм в селе Ольявидово Дмитровского городского округа Московской области. Входит в состав Дмитровского благочиния Сергиево-Посадской епархии РПЦ.
Основной престол посвящён Святой Троице.

## История
В 1572 году село Ольявидово (Вольявидово) Повельского стана вместе с деревнями было продано Василием Фёдоровичем Воронцовым Троице-Сергиевому монастырю за 700 рублей. При селе была мельница и рыбные места. Уже тогда в Ольявидово была церковь. К концу XVII века в селе стояла деревянная Троицкая церковь при 14 крестьянских дворах.
В 1584 году была построена новая деревянная Троицкая церковь с приделом Сергия Радонежского. На 1752 год село Ольявидово вместе с другими населёнными пунктами принадлежит Троице-Сергиевой лавре.

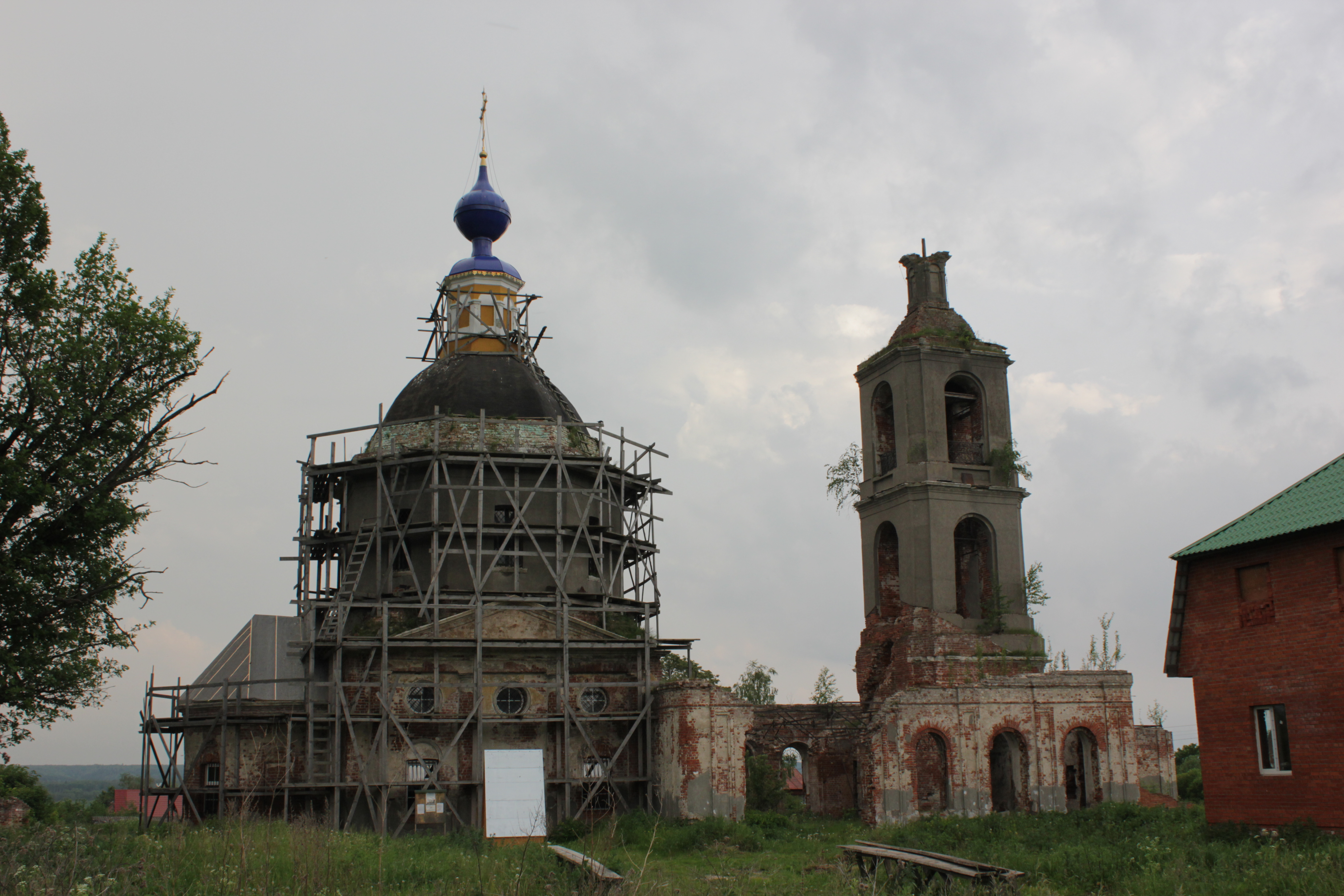
Троицкая церковь. 2012 год

В 1805 году строится кирпичная Троицкая церковь на средства прихожан. После 1823 года была перестроена и расширена трапезная.
Была закрыта в 1930-х годах. В советское время в здании церкви располагался гараж, затем мастерская по ремонту сельхозтехники. Сейчас храм восстанавливается.

## Архитектура

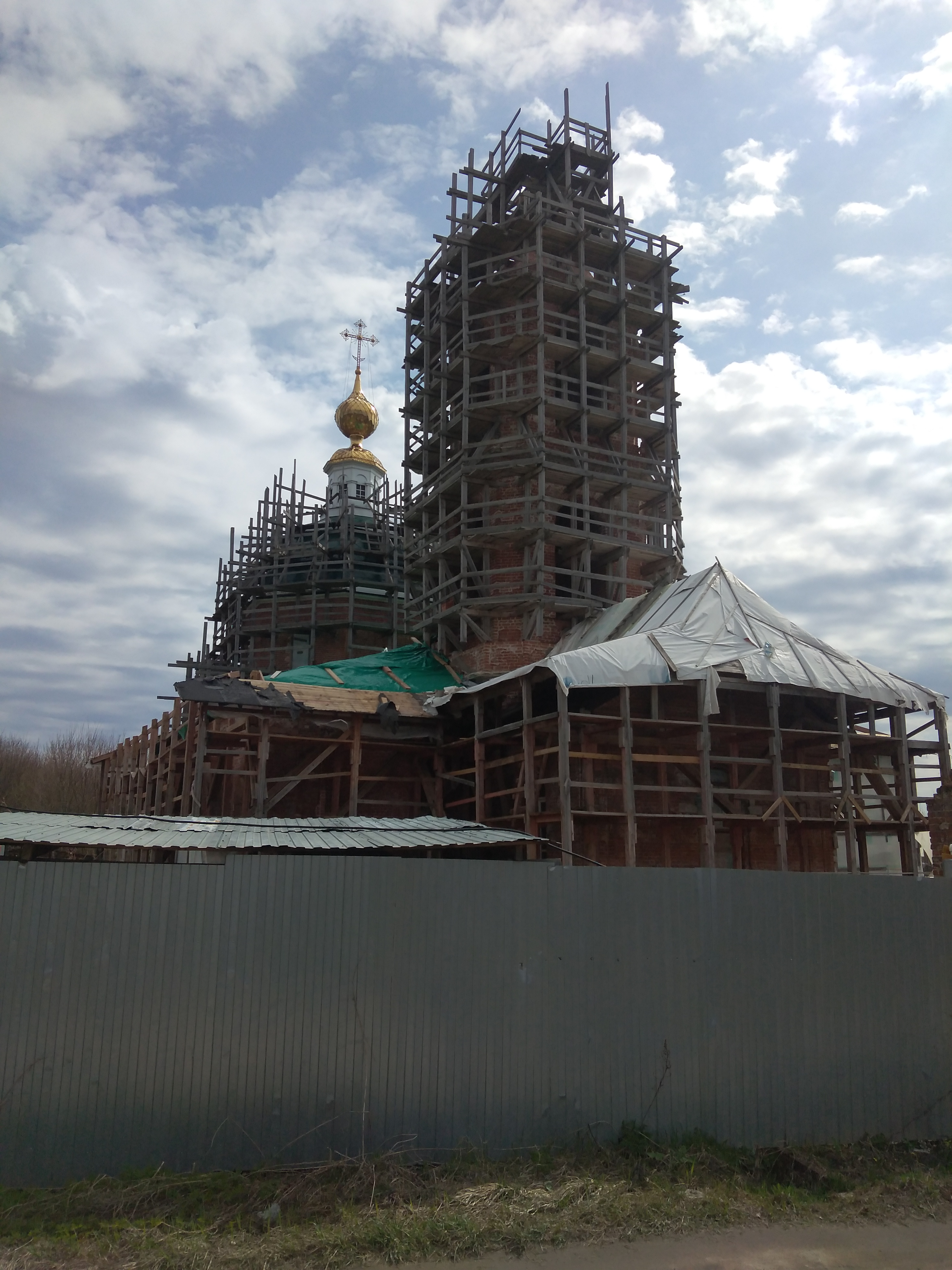
Колокольня и главный вход церкви

Здание церкви представляет собой восьмерик на четверике, покрытый крышей, на котором барабан с главкой. С торца пристроена апсида. Колокольня трёхъярусная. От основного здания располагается трапезная с двумя приделами, которая обстроена вокруг первого яруса колокольни. Церковь с колокольней снаружи выполнена в классическом стиле.

## Настоятели
- Иеромонах Серафим (Кузнецов)